# 鹿角の盆踊り

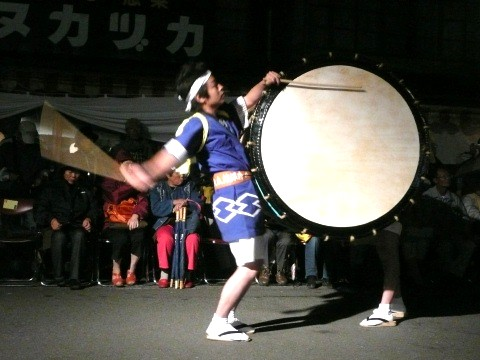
鹿角の盆踊り「大太鼓」

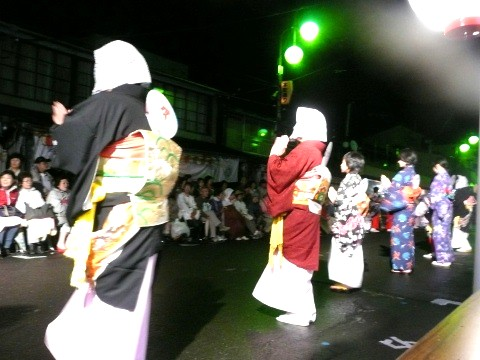
鹿角の盆踊り「毛馬内の盆踊」

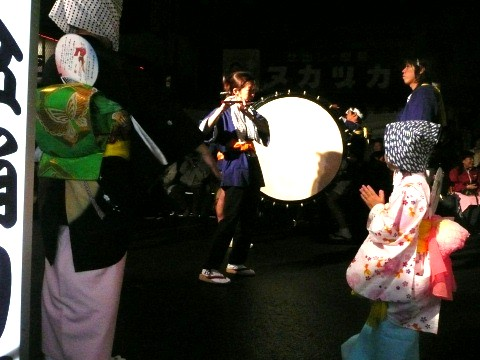
鹿角の盆踊り「太鼓と笛と踊り」

鹿角の盆踊り（かづののぼんおどり）は、月遅れのお盆期間、すなわち8月中旬に、鹿角の郷（秋田県鹿角市・小坂町）の各々の集落において行われるお盆行事の1つである。
鹿角の盆踊りは、主として大太鼓、唄（盆踊り唄）、踊り（盆踊り）の3つからなる。
大太鼓
大太鼓は秋田スギ板の胴、馬皮を用い、直径90～120cm、胴長140～150cm、桴（ばち）は直径1.2～1.8cm、長さ45～60cmのスギやヤナギなどの棒、叩くときには、横笛で拍子をとることもある。即ち大太鼓には、大太鼓だけで演奏（必要により笛付き）される拍子ものの「大太鼓」と、踊りの伴奏的役割を担う「盆踊り太鼓」とがある。また叩き方は横叩きで、一人が担いで叩き、もう一人が端を支え持つ二人太鼓が一般的であるが、一人だけで担いで叩く一人太鼓もある。
唄
唄は、鹿角の郷に伝わる民謡のうち、盆踊りに相応しい唄（鹿角甚句など）が謡われる。
踊り
踊りは老若男女、誰でも加わって踊れるもので、普通は浴衣姿、下駄履きで踊られる。この地域での代表的な盆踊りは、国の重要無形民俗文化財「毛馬内の盆踊」であるが、秋田県指定無形民俗文化財「花輪の町踊り」も盆踊りの一形態であろう。